# Хъртфорд (окръг, Северна Каролина)
Окръг Хъртфорд (на английски: Hertford County) е окръг в щата Северна Каролина, Съединени американски щати. Площта му е 932 km², а населението – 24 136 души (2016). Административен център е град Уинтън.